# 克雷姆斯市政厅

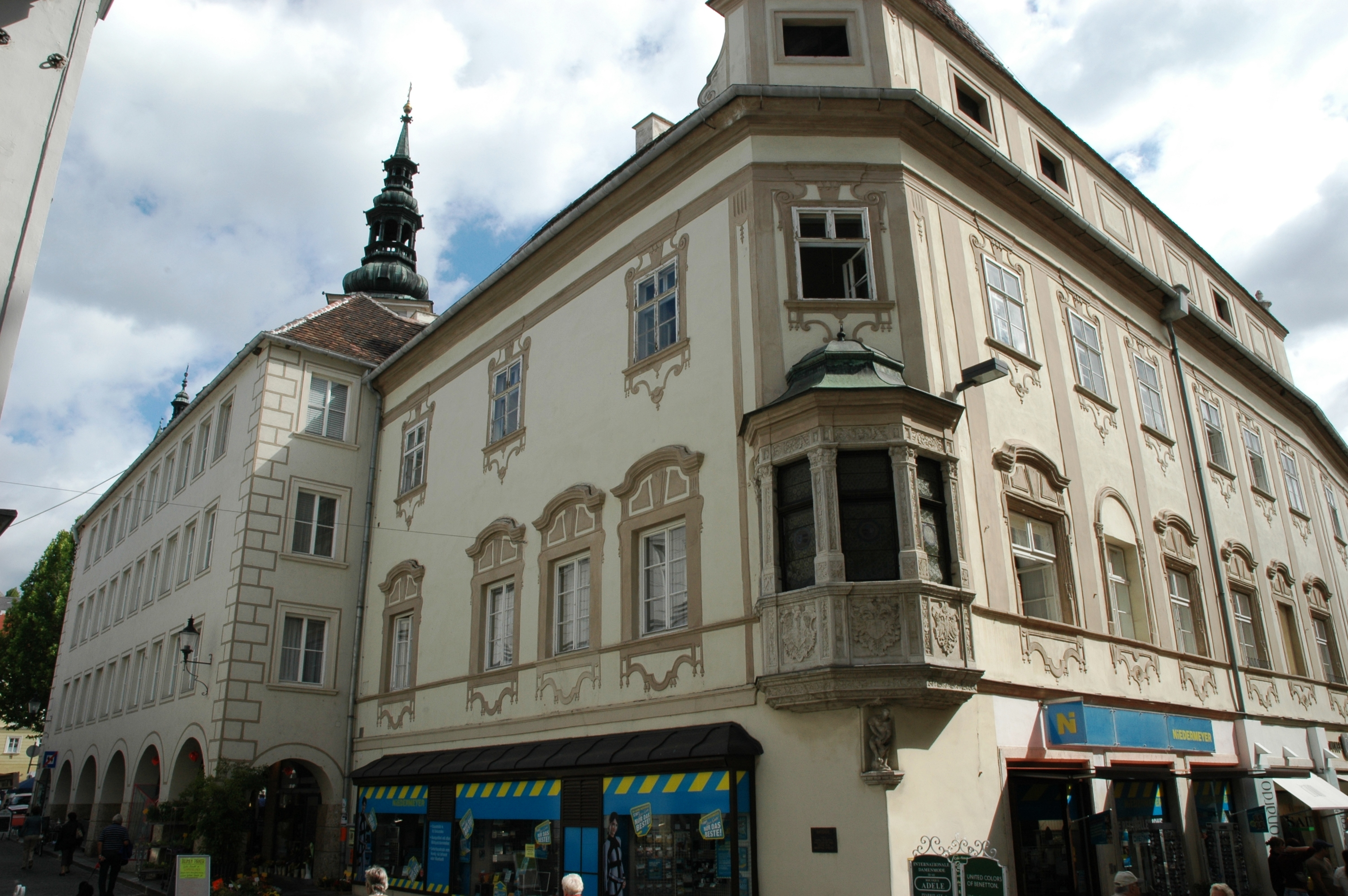
克雷姆斯市政厅

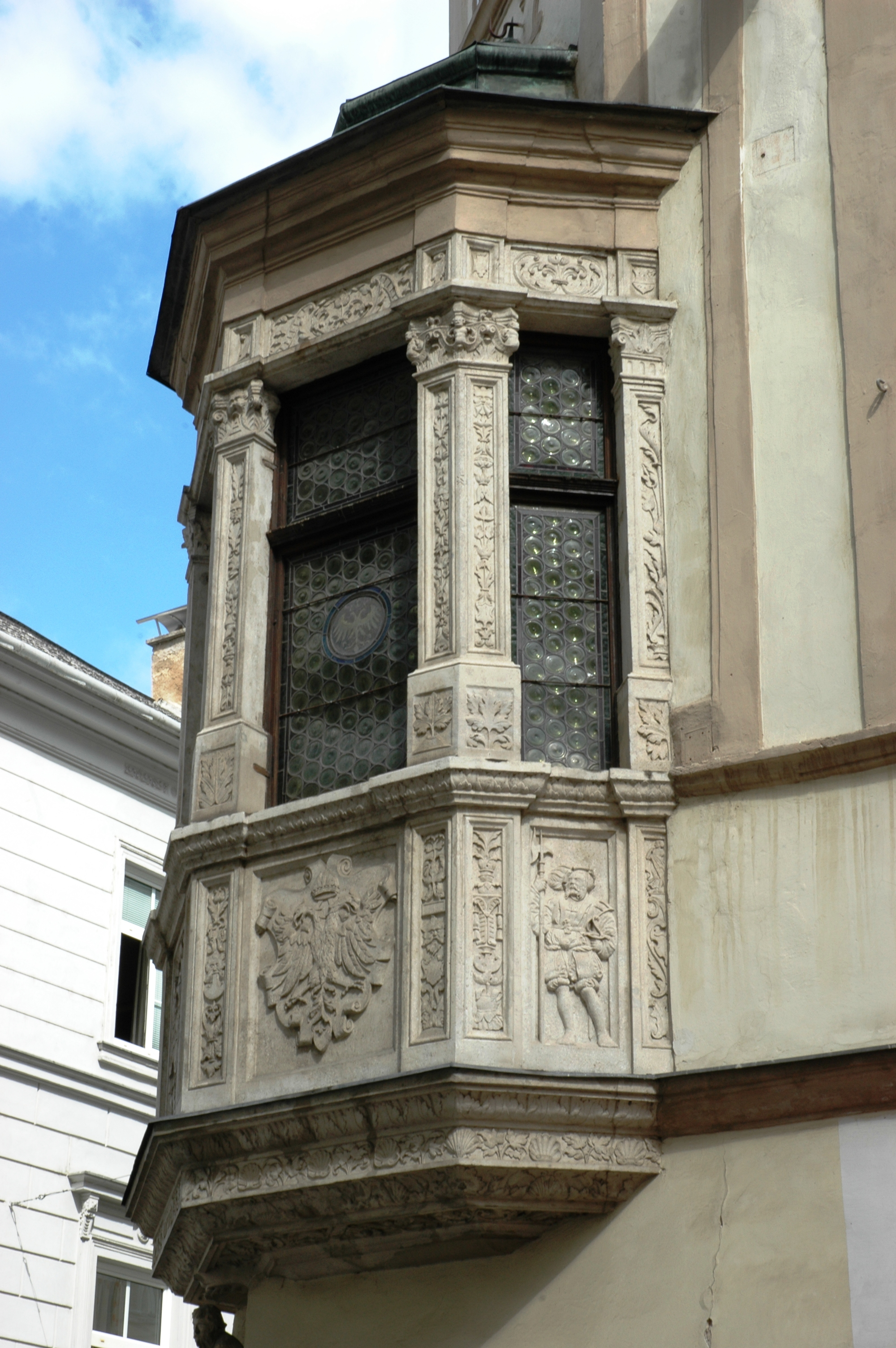
克雷姆斯市政厅

克雷姆斯市政厅 （德語：Rathaus Krems）位于奥地利多瑙河畔克雷姆斯的堂区广场（Pfarrplatz），在圣维图堂和克雷姆斯乡村公路（Kremser Landstraße）以南。

## 历史
克雷姆斯市政厅的历史始于1419年，玛格丽特·冯·达赫斯伯格在圣维图堂的堂区公墓以南购买了一组房屋，1452年她去世后，根据遗嘱交给克雷姆斯市民，1453年决定在这里建造一座新的市政厅。然而，这花了将近一百年的时间才得以实现。位于西南角的市政厅窗户，俯视乡村公路（Landstraße）和教堂巷（Kirchengasse），日期为1548年。这是克里姆斯在文艺复兴时期创造的最好的作品。今天的巴洛克立面系1782年翻修的结果。